# Джордж Уестингхаус
Джордж Уестингхаус, на английски: George Westinghouse, роден на 6 октомври 1846 г. в щата Ню Йорк и починал на 12 март 1914 г. в град Ню Йорк, е американски инженер, изобретател, крупен предприемач. Основава компанията Westinghouse Electric Corporation през 1886 г.
Изобретената от него въздушна спирачка със сгъстен въздух прави железопътния транспорт много по-безопасен. Освен това той допринася за това преносът на електрическа енергия да направи икономически пробив в световен мащаб чрез използването на променлив ток и често си съперничи пряко с Томас Едисън, който предпочита да използва постоянен ток при преноса на електрическата енергия. Закупува редица патенти, включително и патенти на Никола Тесла, и ги пуска на пазара заедно със свои собствени идеи. До края на живота си получава 360 патента, основава 60 фабрики, в които работят над 50 хиляди работника, с което става един от най-големите работодатели за времето си.

## Биография
Джордж Уестингхаус е роден на 6 октомври 1846 г. в Сентрал Бридж, окръг Скохарий (на запад от Олбани) в Ню Йорк. Прадедите му (с фамилия Вестингхаузен) произхождат от Вестфалия, Германия. Те пристигат в Америка през Англия. В началото на XIX век баща му Джордж Уестингхаус (старши) се преселва в Ню Йорк, където заедно с Емили Ведер имат десет деца. Джордж се ражда като осмо дете в семейството. През 1856 г. баща му основава фабрика за производство на селскостопанска техника и малки парни машини. Там Джордж получава първите си професионални познания в инженерните науки. По време на Гражданската война в Америка 15-годишният Джордж, заедно с двама от братя си участва на страната на Северните щати. Преминава от кавалерията във флота, където работи като корабен инженер. След края на войната посещава Union College, където учи само три месеца. Започва работа във фабриката на баща си и там създава първия си патент – „парна ротационна машина“. На 8 август 1867 г. се жени за Маргерит Ерскин, с която имат един син – Джордж III. Преместват се да живеят в Питсбърг. Първото му голямо изобретение е приспособление за поставяне отново върху релсите на дерайлирали вагони (на английски: car replacer and reversible railroad frog).
След като наблюдава една влакова катастрофа, той разработва своята спирачка със сгъстен въздух, която може да бъде задействана от локомотивният машинист за всички вагони на влаковата композиция едновременно. Той я подобрява за използване в различните железопътни компании и през 1893 г. тя става задължителна за използване в САЩ. Усъвършенствана, спирачката и днес е стандартно изпълнение в ЖП-транспорта, тежките камиони и автобусите. Това изобретение го прави богат и известен.
По това време нефтът става все по-важен за индустрията, но при неговото добиване природният газ се оставя да излиза неизползван в атмосферата. Уестингхаус подобрява оборудването за добиване на нефт, така че природният газ да може да се използва, като при това разработва редуциращ налягането вентил, който намалява високото налягане от сондата до ниско налягане при консуматора.
Мрежа за пренасяне на енергия
Уестингхаус насочва интересите си към развитието на производство и разпределение на електрическата енергия. През началото осемдесетте години на XIX век първите мрежи за предаване на електрическа енергия, създадени от Томас Едисон, са с използване на постоянен ток (напрежение 110 V) и имат ограничение от няколко километра поради големите загуби. През 1884 г. Уестингхаус започва разработването на своя мрежа за производство и пренасяне на енергия, като възприема променливия ток поради възможността да се повишава и намалява напрежението му. През 1886 г. създава в Масачузетс многостъпална мрежа с използване на променлив ток. Захранването става от задвижван с вода генератор с напрежение 500 V, повишава се с трансформатор до 3 kV, пренася се до отделните осветителни тела и се намалява до 100 V. През същата година той основава Westinghouse Electric Company, която през 1889 г. е преименувана на Westinghouse Electric & Manufacturing Company и става впоследствие Westinghouse Electric Corporation. Уестингхаус се свързва с Тесла и придобива правата за многофазни системи за електрически ток. Един от тези патенти описва двуфазна синхронна машина. Развитието на тези идеи води да съвременната система за пренос на електрическа енергия в САЩ: трифазна, променливо напрежение с честота 60 Hz.
С развитието на електрическите мрежи Уестингхаус насочва вниманието си към производството на електрическа енергия. Единствените налични източници са водни турбини и парни двигатели. Уестингхаус намира, че буталните парни машини са твърде неефективни и иска да разработи тип ротационен двигател. Едно от първите му изобретения е въртяща се парна машина, но тя се оказва непрактична. Английският инженер Чарлз Парсънс започва да експериментира с по-малки парни турбини (≈ 7,5 kW). Уестингхаус придобива правата върху неговата турбина, подобрява технологията и разширява обхвата на мощността. През 1889 г. Уестингхаус представя 300 kW машина, която заменя парните двигатели в неговия завод за въздушни спирачки.
На следващата година той инсталира машина с мощност 1,5 MW, 1200 оборота в минута, за Hartford Electric Light Company. Уестингхаус използва своите парни турбини за захранване на големи кораби. Такива големи турбини са най-ефективни при около 3000 оборота в минута, докато корабно витло работи ефективно при 100 оборота в минута. Това налага използването на редуктори, но те са сложни. Уестингхаус и неговите инженери успяват да разрешат проблема с появяващия се дисбаланс, което прави възможно да се строят турбини за големи параходи.
Компанията Westinghouse става един от основните конкуренти на General Electric; въпреки това, съгласно споразумение от 1896 г., на компаниите е разрешено да използват взаимно патентите си.
Първият им електрически локомотив е доставен за железопътната линия на Източен Питсбърг през 1905 г. Малко след това Уестингхаус започва да електрифицира железопътните линии в Ню Йорк, Ню Хейвън и Хартфорд с еднофазен променлив ток.
Уестингхаус остава продуктивен и изобретателен през целия си живот. Работейки с термопомпи, които осигуряват топлина и студ, той вярва, че може да изгради вечен двигател. Британският физик лорд Келвин, един от кореспондентите на Уестингхаус, му обяснява, че по този начин ще наруши законите на термодинамиката. Уестингхаус отговаря, че това може и да е вярно, но няма значение. Ако не може да построи вечен двигател, поне ще да има термопомпена система, която да патентова и продава.
С появата на автомобила в началото на века Уестингхаус се връща към по-ранни изобретения. Той разработва въздушния амортисьор, който прави колите от онова време по-удобни и който се използва и до днес. В началото на века в неговите компании работят около 50 000 души. Девет от компаниите са в Съединените щати, една в Канада и пет в Европа. Уестингхаус остава лидер в американската индустрия до 1907 г., когато финансова криза го кара да загуби контрол върху компаниите, които е основал. През 1911 г. той се пенсионира, а през същата година е награден с медала „Едисон“ на IEEE. He founded the Westinghouse Electric Corporation in 1886.
Уестингхаус започва да показва признаци на сърдечна недостатъчност и през 1913 г. лекарите му нареждат почивка. Здравето му прогресивно се влошава и болестта му го принуждава да бъде прикован към инвалидна количка.
Джордж Уестингхаус умира на 12 март 1914 г. в Ню Йорк на 67 години. Ветеран от Гражданската война, той е погребан в Националното гробище Арлингтън. Съпругата му, починала три месеца по-късно, е погребана до него. През 1930 г. паметник в чест на Уестингхаус е издигнат в Шенли Парк в Питсбърг, дарение от неговите служители.

## Наследство
Много от компаниите, основани от Джордж Уестингхаус, през 2015 г. все още съществуват под някаква форма. Те произвеждат съоръжения за електрическо осветление, хладилници, перални и много други електроуреди. Westinghouse също е пионер в радиоразпръскването.
Компанията изгражда мрежа от радио- и телевизионни станции; радиоразпръскването се превръща в сериозен бизнес. След като купува радио- и телевизионната мрежа CBS през 1995 г., компанията променя направлението си, а името Westinghouse и продуктовата линия с тази марка са изоставени.